# 平群邑刀自
平群 邑刀自（へぐり の おおとじ、生没年不詳）は、奈良時代後期から平安時代初期にかけての女官。姓は朝臣。位階は正四位上。

## 生涯
光仁朝の宝亀7年（776年）に、藤原産子・藤原教貴らとともに無位から従五位上に叙爵され、この時期に後宮に出仕したものと思われる。翌宝亀8年（777年）には紀宮子・藤原産子・藤原教貴・藤原諸姉とともに従四位下。桓武朝の延暦2年（783年）には紀宮子・藤原産子・藤原教貴とともに正四位上に進んでいる。以後の昇進はなく、延暦20年（801年）6月、大和国の稲千束が正四位上の邑刀自に与えられたという記録がある。

## 官歴
『六国史』による
- 時期不詳：無位
- 宝亀7年（776年）正月7日：従五位下
- 宝亀8年（777年）正月10日：従四位下
- 延暦2年（783年）2月5日：正四位上